# Liczba Webera
Liczba Webera (We) – jedna z liczb podobieństwa. Wyraża ona stosunek sił inercjalnych do sił napięcia powierzchniowego. Siła inercjalna może być wyrażona jako iloczyn masy i przyspieszenia:
{\displaystyle F_{a}=ma={\frac {\rho L^{4}}{t^{2}}},}
gdzie:
{\displaystyle m} – masa płynu,
{\displaystyle a} – jego przyspieszenie,
{\displaystyle \rho } – gęstość,
{\displaystyle L} – wymiar charakterystyczny (np. średnica kropli),
{\displaystyle t} – czas.
Siła napięcia powierzchniowego może być wyrażona jako iloczyn napięcia powierzchniowego i parametru długości:
{\displaystyle F_{S}=\sigma L,}
gdzie:
{\displaystyle \sigma } – napięcie powierzchniowe.
Stosunek tych dwóch sił wyraża się następująco:
{\displaystyle {\frac {F_{a}}{F_{S}}}={\frac {\rho L^{3}}{\sigma t^{2}}}.}
Ostateczna postać wzoru na liczbę Webera:
{\displaystyle We={\frac {\rho v^{2}L}{\sigma }},}
gdzie:
{\displaystyle v} – prędkość.
Liczbę Webera wykorzystuje się przy obliczeniach związanych z przepływami wielofazowymi (co najmniej dwufazowymi, gdy jeden płyn graniczy z innym płynem), szczególnie gdy powierzchnia rozdziału faz jest silnie zakrzywiona (np. kropla płynu, poruszająca się w innym płynie).